# ثيودور ليبكنخت
ثيودور ليبكنخت (بالألمانية: Theodor Liebknecht)‏ (و. 1870 – 1948 م) هو سياسي، ومحامي ألماني، ولد في لايبزيغ، توفي عن عمر يناهز 78 عاماً.

## مناصب
تولى منصب عضو مجلس الشورى الموحد بروسيا
.